# Global Warming Tour
A Global Warming Tour az Aerosmith amerikai hard rock együttes 23 koncertesre tervezett turnéja Észak-Amerikában, 2012 június közepétől augusztus elejéig. Az előadásokra többnyire fedett arénában kerül sor, pár szabadtéri koncert és fesztivál szereplés mellett. Kanadában a Quebec City Summer Festivalon és a Salmon Festivalon fognak fellépni, míg a harmadik fesztiválfellépés Milwaukee-ban lesz a Summerfesten. A koncertek előzenekara a Cheap Trick együttes. A turné előtt már nagyrészt elkészült a Music from Another Dimension! album, a megjelenésére viszont már csak a turné után, augusztus 28-án kerül sor. Az együttes a nyilatkozataiban utalt rá, hogy a turné folytatódni fog 2012 októberében/novemberében, miután már az album is megjelent.

## A turné dátumai
| Dátum               | Város           | Ország           | Helyszín                    |
| ------------------- | --------------- | ---------------- | --------------------------- |
| 2012. június 16.    | Minneapolis     | Egyesült Államok | Target Center               |
| 2012. június 19.    | Cleveland       | Egyesült Államok | Quicken Loans Arena         |
| 2012. június 22.    | Chicago         | Egyesült Államok | United Center               |
| 2012. június 27.    | Toronto         | Kanada           | Air Canada Centre           |
| 2012. június 29.    | Albany          | Egyesült Államok | Times Union Center          |
| 2012. július 1.     | Uniondale       | Egyesült Államok | Nassau Coliseum             |
| 2012. július 5.     | Auburn Hills    | Egyesült Államok | Palace of Auburn Hills      |
| 2012. július 7.     | Milwaukee       | Egyesült Államok | Summerfest                  |
| 2012. július 10.    | Laval           | Kanada           | Laval Nature Center         |
| 2012. július 12.    | Quebec City     | Kanada           | Quebec City Summer Festival |
| 2012. július 14.    | Grand Falls     | Kanada           | Salmon Festival             |
| 2012. július 17.    | Boston          | Egyesült Államok | TD Garden                   |
| 2012. július 19.    | Boston          | Egyesült Államok | TD Garden                   |
| 2012. július 21.    | Philadelphia    | Egyesült Államok | Wells Fargo Center          |
| 2012. július 24.    | East Rutherford | Egyesült Államok | Izod Center                 |
| 2012. július 26.    | Atlanta         | Egyesült Államok | Phillips Arena              |
| 2012. július 28.    | Dallas          | Egyesült Államok | American Airlines Center    |
| 2012. július 30.    | Houston         | Egyesült Államok | Toyota Center               |
| 2012. augusztus 1.  | Denver          | Egyesült Államok | Pepsi Centre                |
| 2012. augusztus 4.  | Oakland         | Egyesült Államok | Oracle Arena                |
| 2012. augusztus 6.  | Los Angeles     | Egyesült Államok | Hollywood Bowl              |
| 2012. augusztus 8.  | Tacoma          | Egyesült Államok | Tacoma Dome                 |
| 2012. augusztus 12. | Bristow         | Egyesült Államok | Jiffy Lube Live             |